# Bitter SC

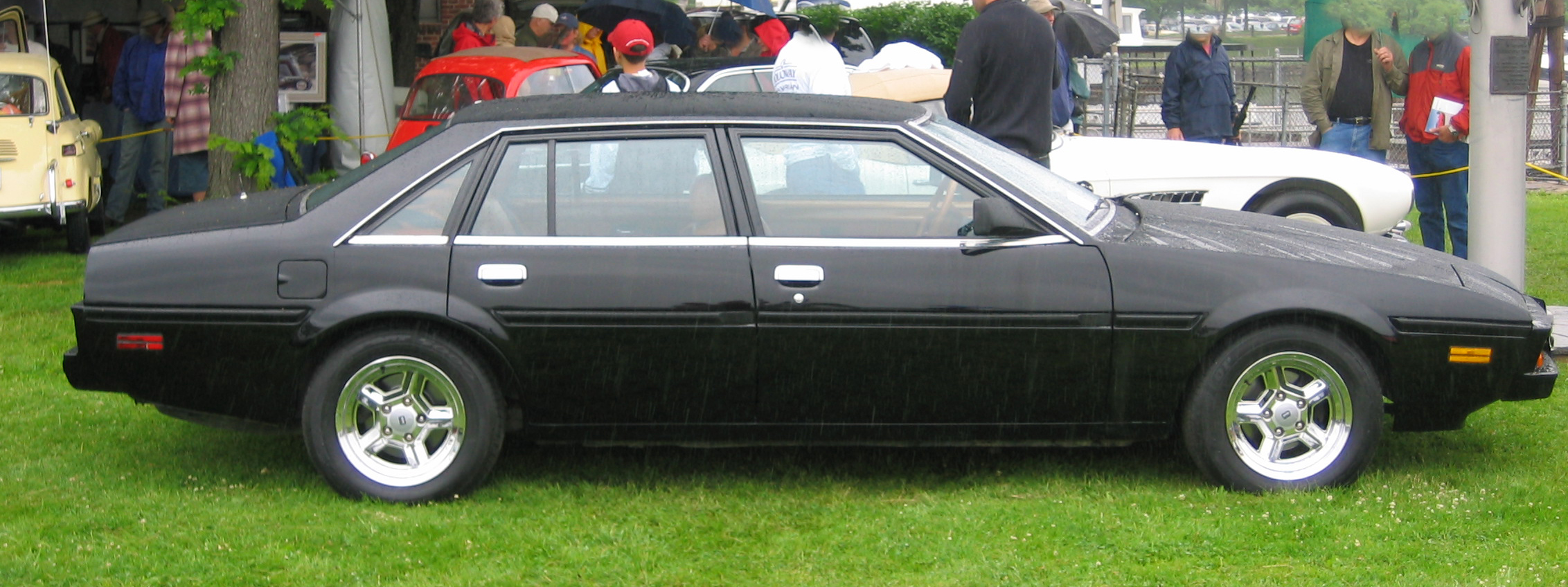
Version berline.

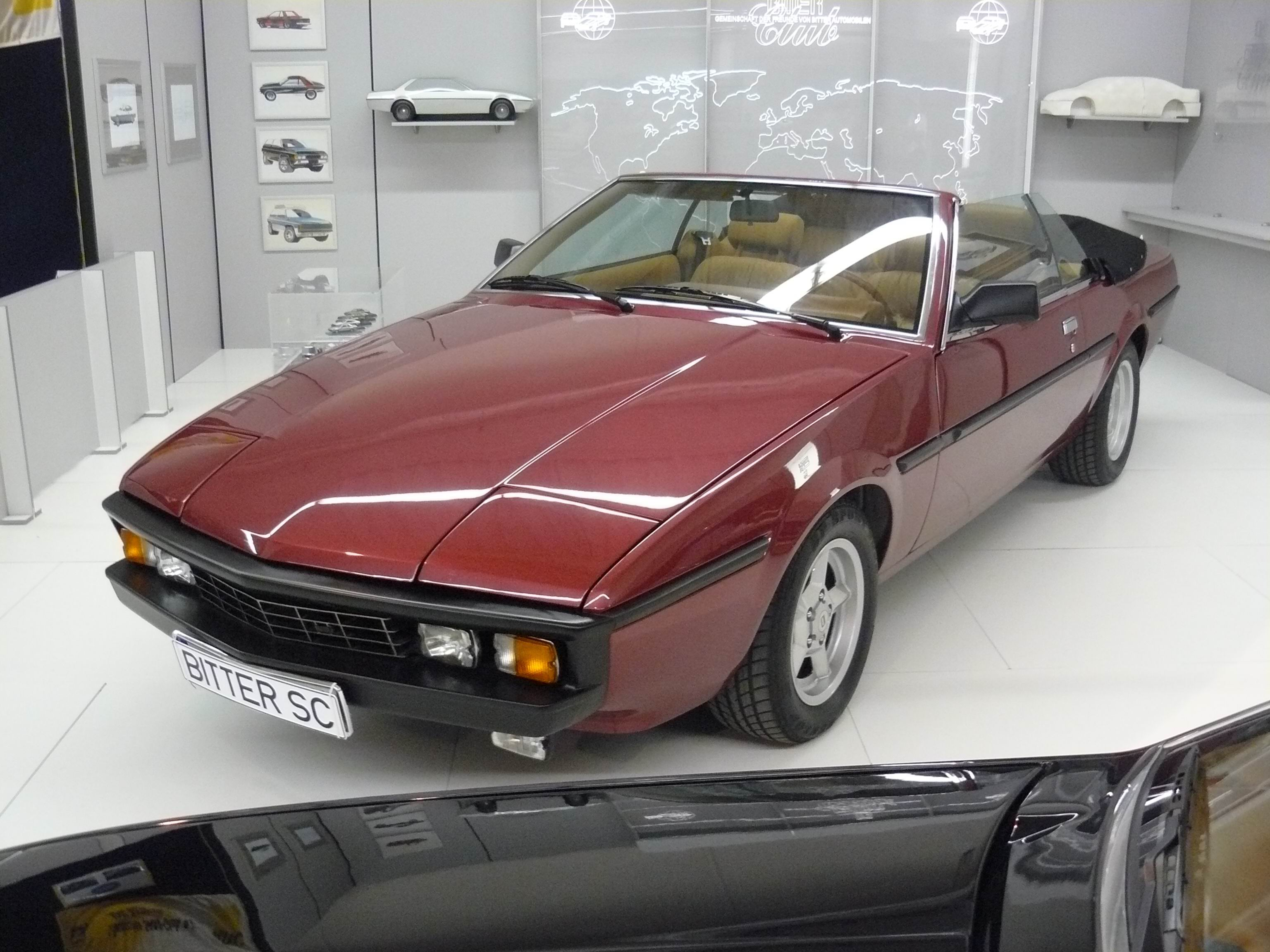
Version cabriolet.

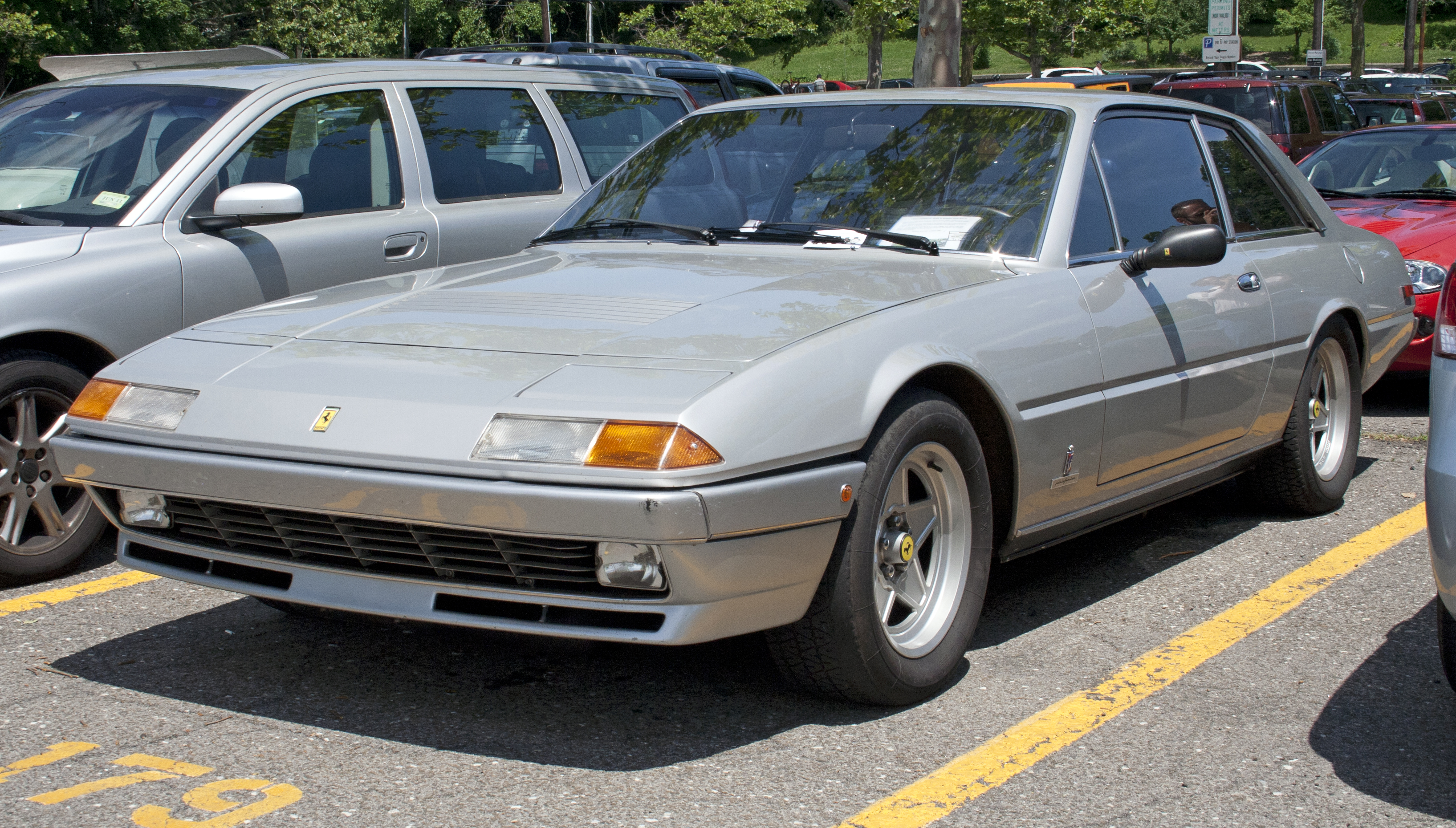
La Ferrari 400i, ressemblant fortement à la SC.

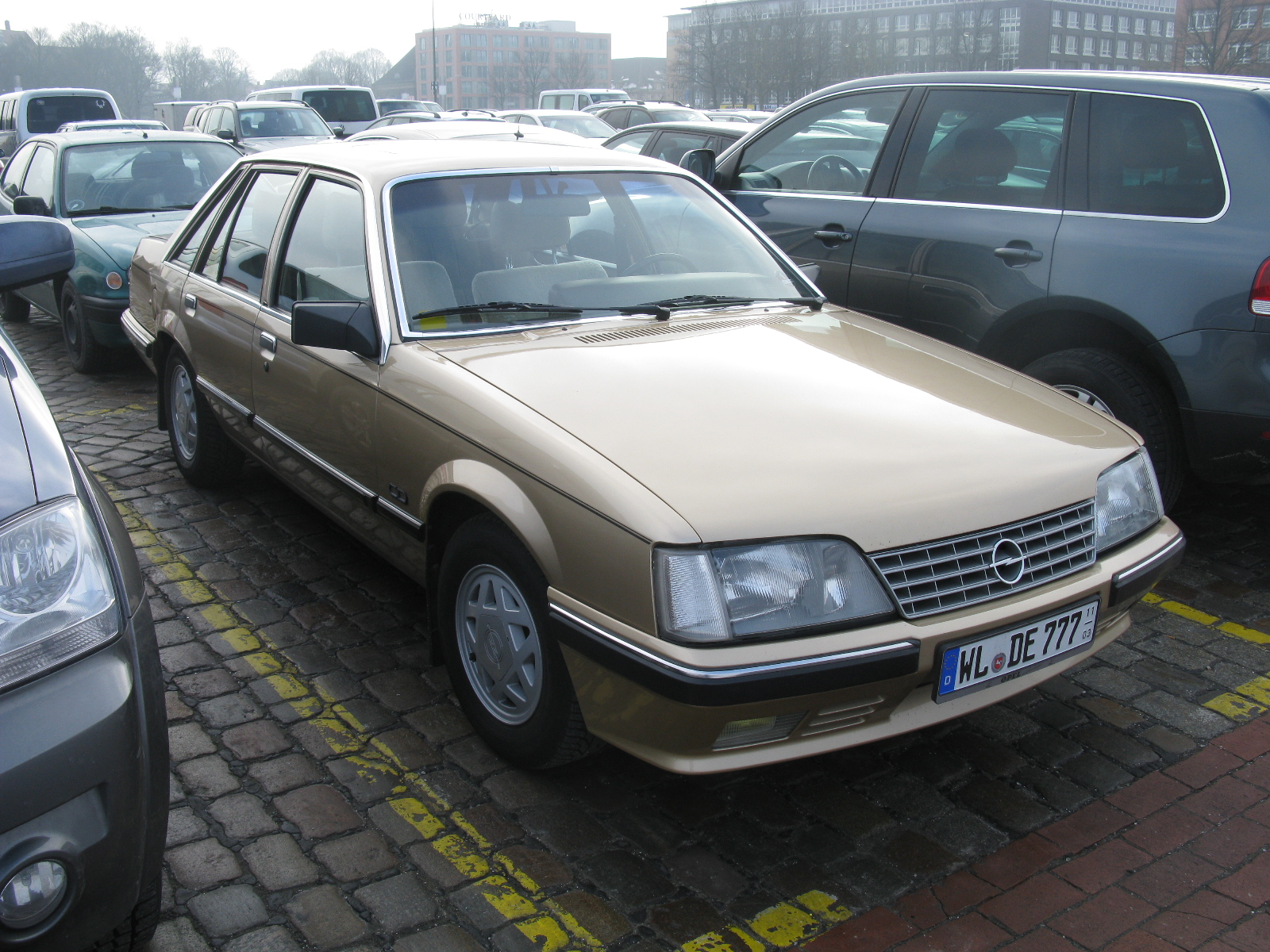
L'Opel Senator, base de la SC.

La Bitter SC est une automobile proposée en différentes carrosseries (coupé, cabriolet et berline) basée sur le châssis et la mécanique de l'Opel Senator et carrossée  par Baur sur un dessin de Giovanni Michelotti et  d'Erich Bitter.

## Historique
Se voulant la successeur de la CD, la SC est basée sur le châssis de l'Senator. La carrosserie est d'abord dessinée par Giovanni Michelotti mais à sa mort le 23 janvier 1980, Erich Bitter dut la terminer. Son design sera très proche de la Ferrari 400.
La voiture conserve la mécanique Opel, un 6 cylindres en ligne de 3 ou 3.9 litres de 177 ou 207 ch. La suspension est cependant modifiée en raison de la différence de répartition des masses entre l'Opel et la Bitter. L'intérieur est garni d'accessoires d'origine Opel. La version coupé est présentée en 1979, le cabriolet en 1982 et la berline en 1984.
Elle sera notamment la voiture de sécurité du Grand Prix de Monaco en 1980. Par ailleurs, en 1984, General Motors tente de vendre l'auto aux États-Unis sous la marque Buick mais ce sera un échec puisque seuls quelques concessionnaires new-yorkais en seront vendeurs.
Au total ce seront 461 coupé, 22 cabriolets et 5 berlines qui seront vendus.